# پیرارووا
پیرارووا (به لاتین: Pierarova) یک منطقهٔ مسکونی در بلاروس است که در منطقه بریست واقع شده‌است. پیرارووا ۲۹ نفر جمعیت دارد.